# Can Lis
Can Lis est une maison située sur l'île de Majorque, construite par l'architecte danois Jørn Utzon, pour lui et sa famille. Il a donné le nom de sa femme, Lis, à la maison. C'est un des derniers projets réalisés par l'architecte.

## Description
La maison est située au bord d'une falaise, qui fait face à la mer. L'architecte cadre des vues sur la mer depuis l'intérieur du bâtiment. Sa forme éclatée compose un cheminement entre l'intérieur et l'extérieur. La maison est construite en pierres provenant de l'île, ainsi qu'en béton armé.